# Palacio de Deportes José María Martín Carpena
Pour les articles homonymes, voir Carpena.
Le Palacio de Deportes José María Martín Carpena, situé à Malaga, a une capacité de 11 300 spectateurs et accueille l'équipe de basket locale Unicaja.  

## Événements
- Finale de la Coupe du Roi de basket-ball, 2001 et 2007
- Demi-finale de la Coupe Davis 2003, 19-21 septembre 2003
- Master de Málaga
- NBA Europe Live Tour 2007, 9 octobre 2007
- Phase finale de la Coupe Davis depuis 2022

## Galerie

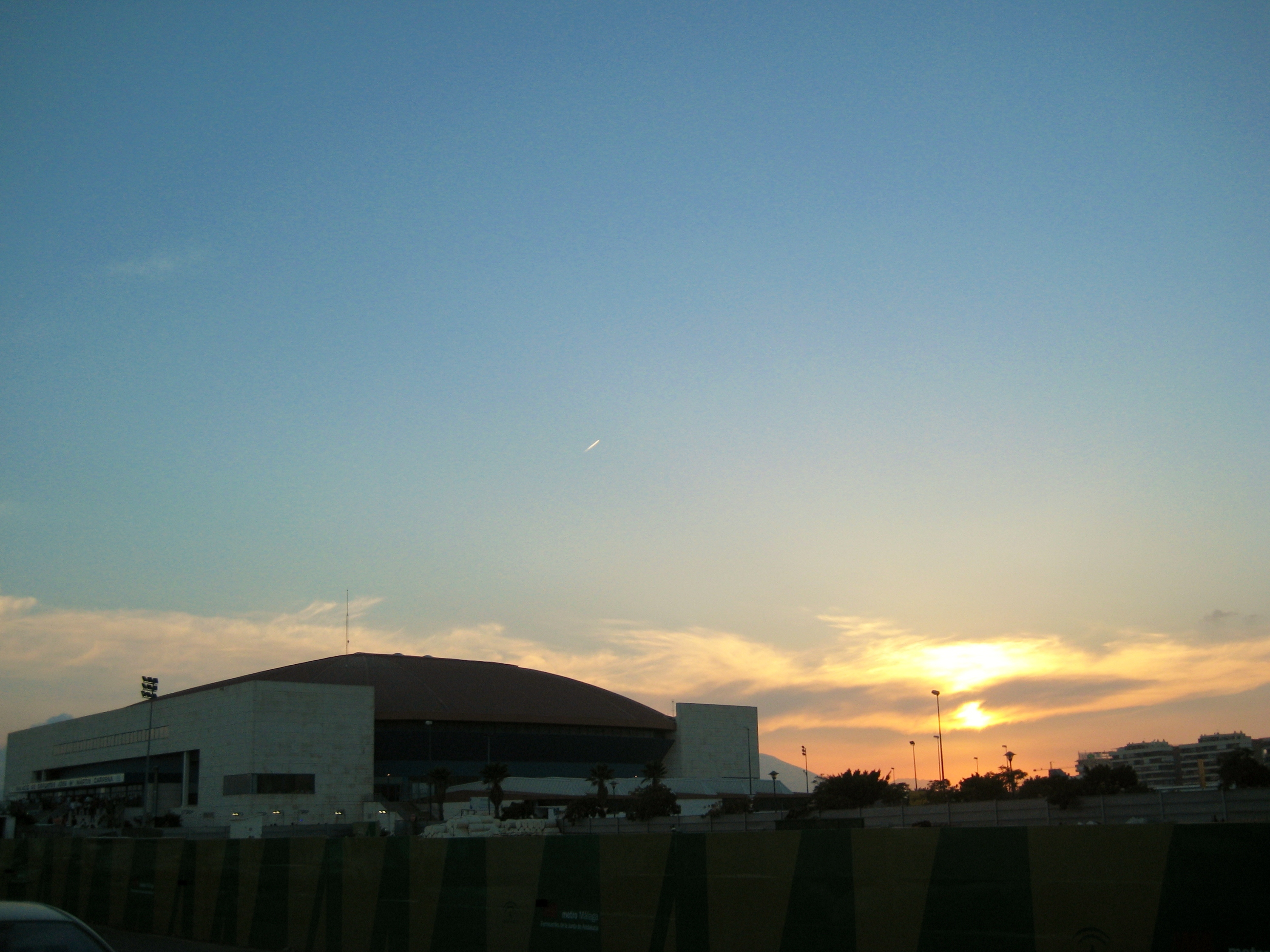
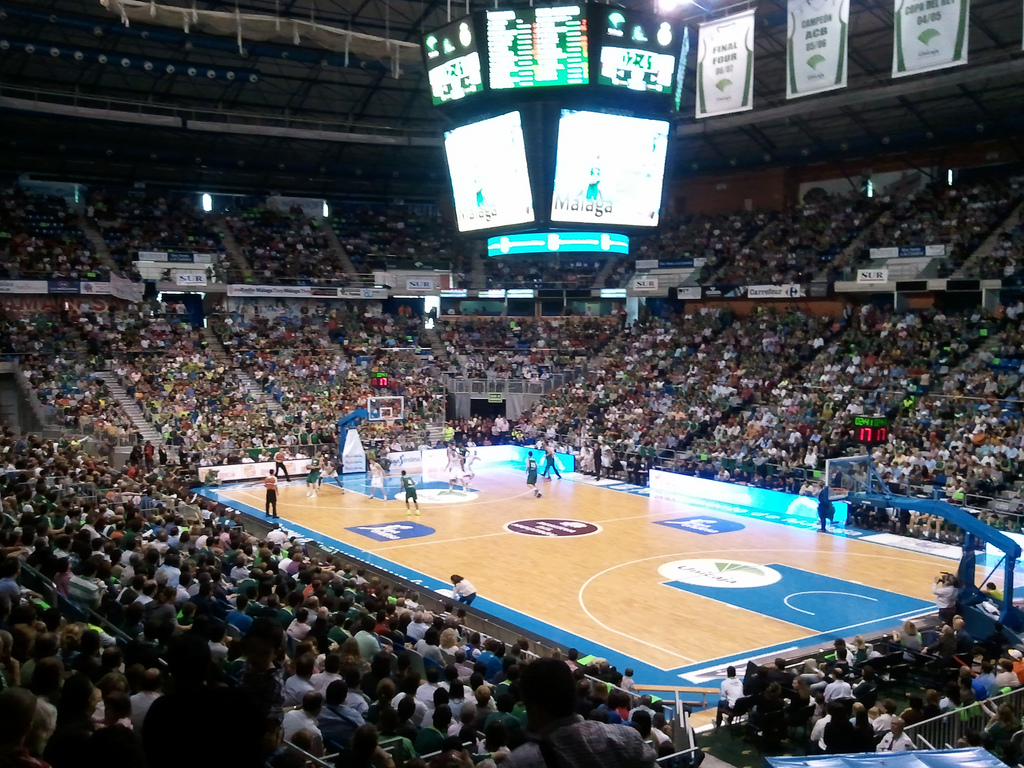
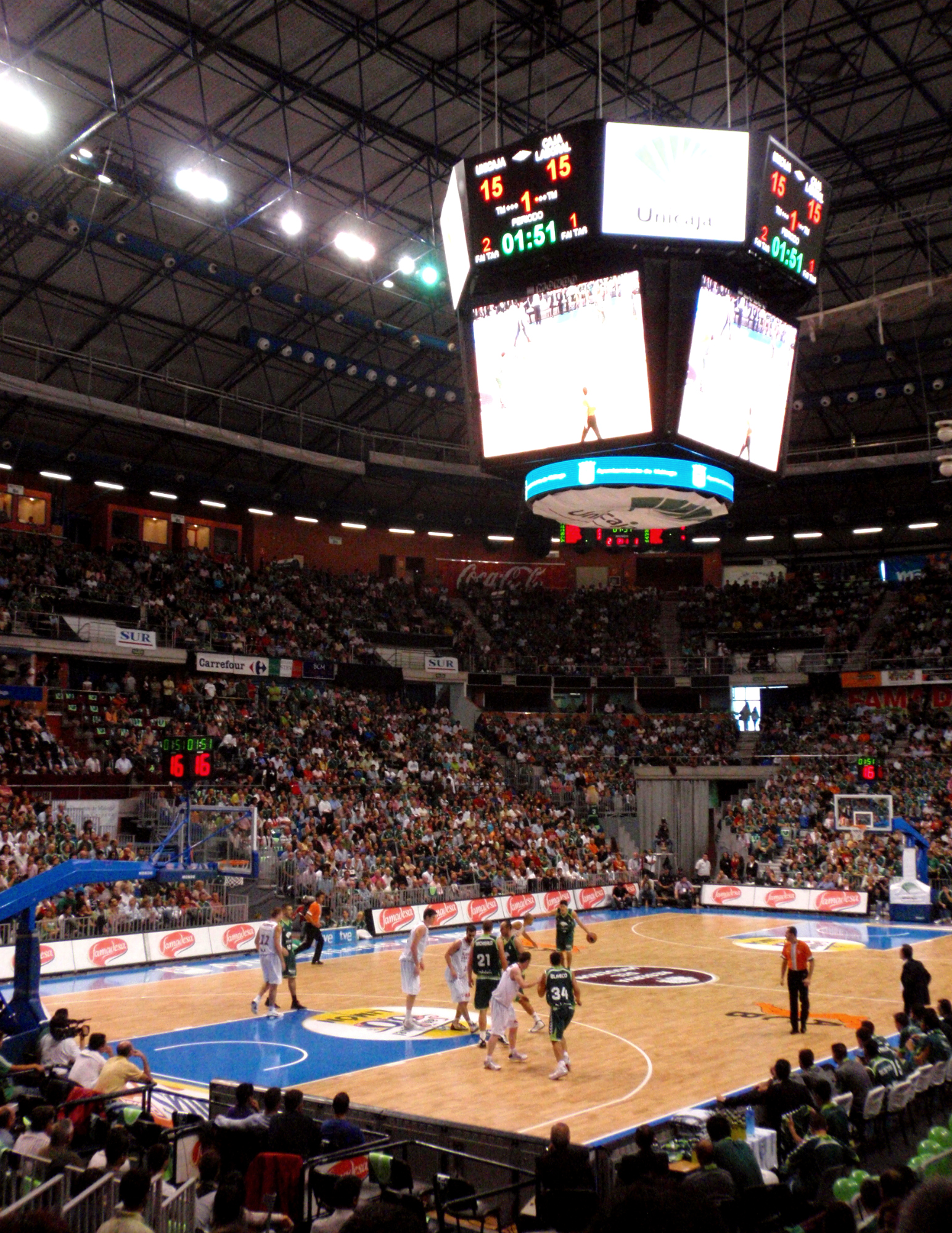
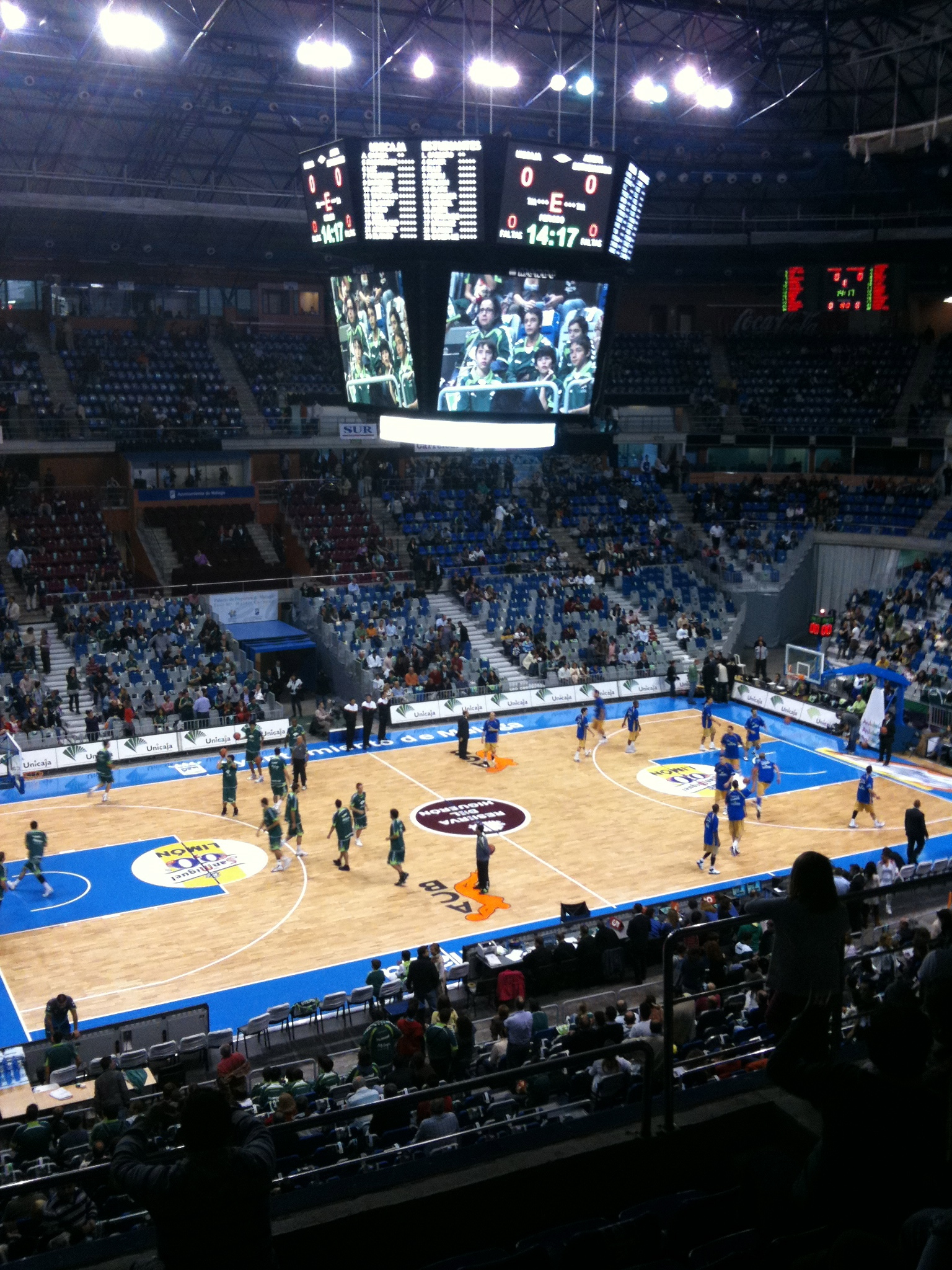
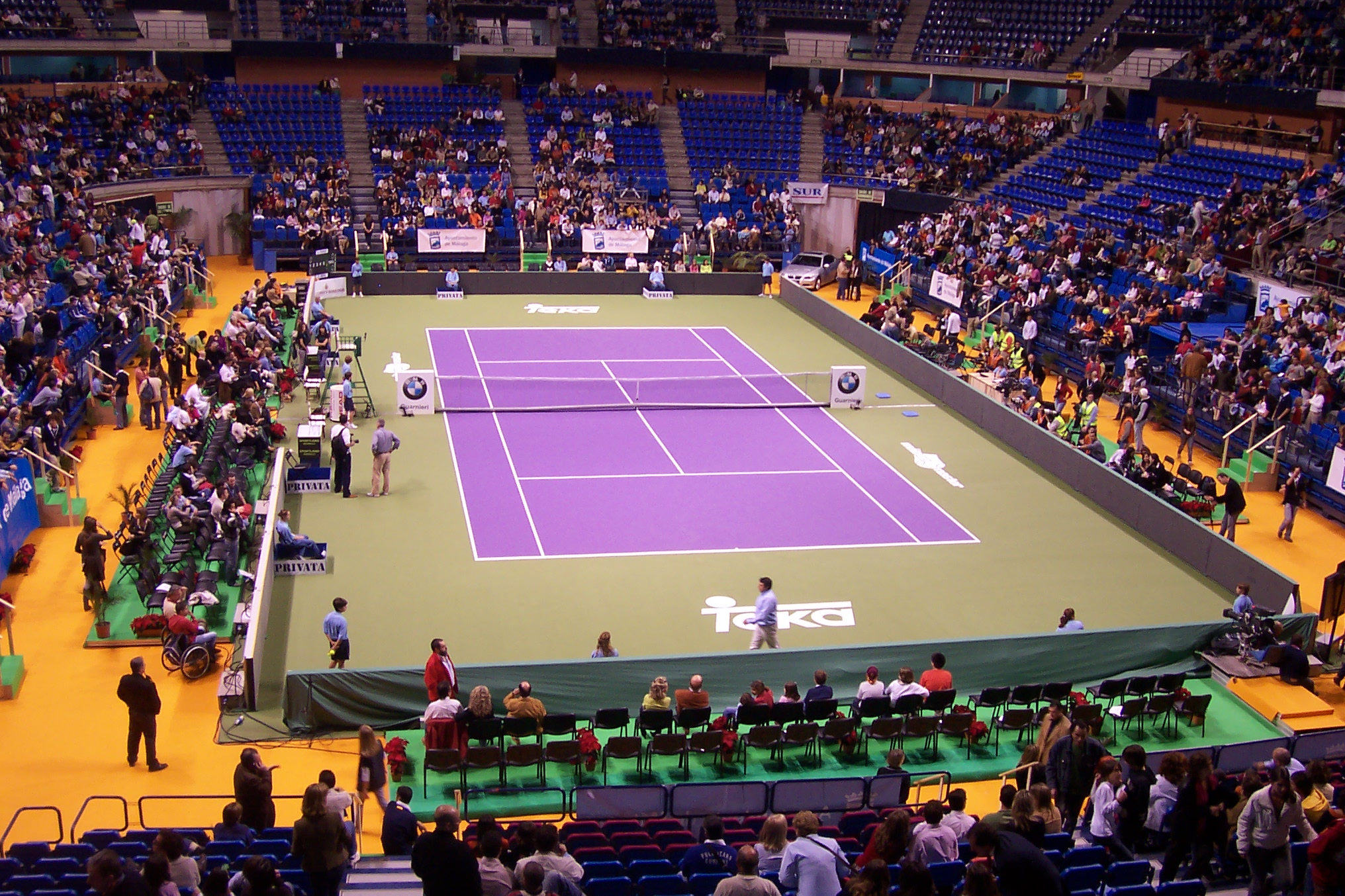